# Giuseppe Nucci
Giuseppe Nucci fou un compositor italià de final del segle xviii que escrigué la música dels balls dels espectacles: Angelica Welton; I due cacciatori; L'americana in Europa; Orfeo ed Euridice i Gli schiavi turchi, tots representats a Torí. També deixà una col·lecció d'estudis per a violí.